# 根本香絵
根本 香絵（ねもと かえ）は、日本の理論物理学者。専門は量子情報科学。
光工学、超放射、量子エネルギートランスポーテーション、線形光量子コンピューティングなどの研究で知られる。
国立情報学研究所、総合研究大学院大学、沖縄科学技術大学院大学の教授、国立情報学研究所の量子情報国際研究センター長、日仏情報学連携研究拠点の共同所長などを務める。

## 経歴
東京都生まれ。東京女学館中学校・高等学校卒業。東海大学理学部卒業。お茶の水女子大学大学院理学研究科物理学専攻修士課程修了。お茶の水女子大学大学院人間文化研究科人間環境科学専攻博士課程修了、博士（理学）の学位を取得。
2015年に「量子情報処理と通信の量子工学的実装の理論を開拓した」として、量子情報のAPS部門から指名された後、アメリカ物理学会（APS）のフェローに任命。英国物理学会のフェローも務める。
2022年3月、フランス国家功労勲章オフィシエを受章。